# Alfred Francis Newton
Alfred Francis Newton (* 11. September 1944) ist ein US-amerikanischer Entomologe.

## Leben
Nach dem Abschluss der Riverside High School in Riverside, New Jersey, im Juni 1962 absolvierte er ein Chemie-Studium an der Rutgers University in New Brunswick, New Jersey, wo er im Juni 1966 den Bachelor of Arts mit Auszeichnung erlangte. Von 1966 bis 1969 hatte er ein Graduiertenstipendium der National Science Foundation. Von 1969 bis 1973 hatte er ein Lehrstipendium und von 1970 bis 1973 hatte er ein Richmond-Stipendium der Harvard University. Im März 1970 graduierte er zum Master of Arts in Chemie an der Harvard University. Im Juni 1973 erfolgte seine Promotion zum Ph.D. an der Harvard University mit der Dissertation A systematic revision of the rove beetle genus Platydracus in North America (Coleoptera: Staphylinidae)
Von 1985 bis 1991 arbeitete Newton als Assistenzkurator an der entomologischen Abteilung des Field Museum of Natural History in Chicago. Von 1991 bis 2008 war er Kurator und seitdem ist er emeritierter Kurator. Newtons Forschung beschäftigt sich hauptsächlich mit der Taxonomie, der höheren Klassifikation, den phylogenetischen Beziehungen und der Evolution innerhalb der Überfamilie Staphylinoidea (Kurzflügler und Verwandte), die weltweit mehr als 78.600 Arten umfasst. Während Newtons Kuratorenschaft überschritt die Kurzflügler-Sammlung des Field Museum die Anzahl von einer Million Präparaten. Darunter befindet sich auch die weltweit größte Larvensammlung dieser Familie.
Newton führte mehr als drei Jahre Feldarbeit durch, darunter in den Vereinigten Staaten, Mexiko, Chile, Australien und Neuseeland. Er veröffentlichte mehr als 100 peer-reviewed wissenschaftliche Artikel und zahlreiche wissenschaftliche Notizen und Berichte und er war am Aufbau von mehreren Internetressourcen beteiligt.
Newtons Veröffentlichungen umfassen Arbeiten über die Unterfamilie Osoriinae und verschiedene kleinere Unterfamilien und kommentierte Kataloge über die Gattungen (mit ihren Typusarten) der Unterfamilien Pselaphinae und Scydmaeninae. 1984 beschäftigte er sich mit der Mycetophagie bei Kurzflüglern. Gemeinsam mit Margaret K. Thayer veröffentlichte er im Jahr 1992 einen Katalog mit den Familiengruppennamen sowie der aktuellen Klassifikation der Staphylinoidea und im Jahr 1995 die Erstbeschreibung der Unterfamilie Protopselaphinae, einschließlich der einzigen Gattung Protopselaphus.
Im Jahr 2002 brachte er das Werk Illustrated guide to the genera of Staphylinidae (Coleoptera) of Mexico heraus, ein illustrierter Leitfaden über die Kurzflügler Mexikos.

## Dedikationsnamen
Nach Alfred Francis Newton sind die Kurzflüglerarten Scydmaenilla newtoni (Syn.: Stenichnaphes newtoni, 1986) und Diochus newtoni (2017) sowie die Laufkäferart Clinidium newtoni (1985) benannt.